# Lenguas caddoanas
Las lenguas caddoanas constituyen una familia de lenguas indígenas americanas de Norteamérica, que cuenta en la actualidad con menos de 100 hablantes, entre todas las lenguas que constituyen la familia.
Posiblemente estas lenguas se hablaron originalmente en las Grandes Llanuras, desde Dakota del Sur hacia el sur hasta el nordeste de Texas y hacia el este hacia las tierras boscosas de Arkansas y Luisiana. Más hacia el norte estaban los arikara, quienes se movieron hacia el norte tras el contacto con el asentamiento de la Reserva en Fort Berthold , en Dakota del Norte. Los arikara eran un brote de los pawnee, quienes vivieron originalmente en la zona de Nebraska pero que se reasentaron en Pawnee, Olahoma. En la zona que ahora es Kansas y parte de Oklahoma vivieron, los wichita quienes ahora están cerca de Anadarko, Oklahoma. Más al sur estaban los kitsai, quienes se asentaron con los wichita en Oklahoma en el siglo XIX. Las zonas de Luisiana-Arkansas y el este de Texas estaban habitadas por los caddo que ahora viven en la región de Anadarko.

## Lenguas de la familia
La siguiente información contiene cálculos sobre el número de hablantes de estas lenguas (entre paréntesis la fecha de las estimaciones):
I. Caddoano septentrional
A. Paunio-Kitsai
a. Kitsai
1. Kitsai (o Kichai) (†, años 1940)
b. Paunio
2. Arikara (también llamado Ree) 200 (1973); 20 (1997)
3. Paunio (dialectos: South Bend, Skiri (también conocidos como Skidi o Wolf)) 200 (1973); 20 (1997)
B. Wichita
4. Wichita (dialectos: Wichita propaimente dicho, Waco, Towakoni) 50 (1973); 1 (2008)
II. Caddoano meridional
5. Caddo (dialectos: Kadohadacho, Hasinai, Natchitoche, Yatasi) 300 (1973); 25 (1997)

## Descripción lingüística
Existe un trabajo comparativo razonable sobre las lenguas caddoanas que ha permitido reconstruir tanto el sistema fonológico del proto-caddoano como un cierto número de características de la protolengua.

### Fonología
Se ha reconstruido el siguiente inventario consonántico para el proto-caddoano:
|             | labial | apico- alveolar | palatal | velar | glotal |
| ----------- | ------ | --------------- | ------- | ----- | ------ |
| oclusiva    | *p     | *t              |         | *k    | *ʔ     |
| africada    |        | *ʦ              |         |       |        |
| fricativa   |        | *s              |         |       | *h     |
| aproximante | *w     | *ɾ              | *y      |       |        |
| nasal       |        | *n              |         |       |        |

El Pawni tiene esencialmente el sistema anterior aunque en todas las posiciones /*n, *ɾ, *y/ > /ɾ/, y en posición inicial el arikara y el pawni muestran algunas fusiones de fonemas. Por el contrario, el arikara ha desarrollado un número adicional de africadas y sibilantes, así como algunas aproximantes sordas. En wichita /*p/ ha desaparecido dando /w/ en posición inicial y /kʷ/ en posición medial.
Curiosamente el sistema consonántico reconstruido para el proto-caddo parece ser el inventario fonológico del proto-iroqués (excepto porque no aparece /*p/ sino /*kʷ/).
En cuanto a las vocales se ha reconstruido un sistema de tres consonantes /*i, *a, *u/.

### Comparación léxica
La siguiente lista de cognados sirve de punto de comparación entre las lenguas caddoanas:
| GLOSA       | Caddoano septentrional (Norcaddoano) | Caddoano septentrional (Norcaddoano) | Caddoano septentrional (Norcaddoano) | Caddoano septentrional (Norcaddoano) | Caddoano meridional |
| GLOSA       | Paunio                               | Arikara                              | Wichita                              | proto-NC                             | Caddo               |
| ----------- | ------------------------------------ | ------------------------------------ | ------------------------------------ | ------------------------------------ | ------------------- |
| 'brazo'     | pīruʔ                                | wīnuʔ                                | wīrʔa                                | *win-                                | mīsuh               |
| 'sangre'    | pātuʔ                                | pātuʔ                                | wāckicʔa                             | *pat-                                | bāʔuh               |
| 'hueso'     | kīsuʔ                                | čīsuʔ                                | kīsʔa                                | *kis-                                |                     |
| 'huevo'     | ripīkuʔ                              | nipīkuʔ                              | nikwīkʔa                             | *nipik-                              | nibih               |
| 'intestino' | rēcuʔ                                | nēsuʔ                                | niyācrēcuʔa                          | *riyac-                              | nahč'uh             |
| 'pierna'    | kāsuʔ                                | kāxuʔ                                | kāsʔa                                | *kas-                                | k'āsuh              |
| 'hígado'    | karīkuʔ                              | karīkuʔ                              | karikʔa                              | *karik-                              | kank'uh             |
| 'mofeta'    | riwit                                | niwit                                | niwīc                                | *niwit                               | wihit               |
| 'sol'       | sakūruʔ                              | šakūnuʔ                              | sākhirʔa                             | *sak'uh                              |                     |
| 'madera'    | rākuʔ 'caja'                         | hākuʔ 'caja'                         | hākʔa/ -yāk-                         | *yak-                                | yaʔk'uh             |

## Relación con otras familias
Se ha propuesto que las lenguas caddoanas junto con las lenguas sioux y las lenguas iroquesas constituirían una hipotética familia llamada macro-sioux, aunque la evidencia hasta la fecha no es concluyente.
La evidencia es principalmente morfológica: prefijos de persona en los verbos, algunos, sufijos aspectuales en los verbos, marcas de plural en animados, etc.